# Костыгин Лог
Костыгин Лог — село в Целинном муниципальном округе Курганской области России.

## География
Село находится на юго-западе Курганской области, в пределах юго-западной части Западно-Сибирской равнины, в лесостепной зоне, на расстоянии примерно 11 километров (по прямой) к юго-востоку от села Целинного, административного центра округа.

### Климат
Климат характеризуется как резко континентальный, с холодной продолжительной малоснежной зимой и жарким сухим летом. Средняя продолжительность безморозного периода составляет 113 дней. Среднегодовое количество атмосферных осадков — 397мм.

## Население
| 1989 | 2002  | 2010 |
| ---- | ----- | ---- |
| 1203 | ↘1120 | ↘833 |

### Национальный состав
Согласно результатам Всероссийской переписи населения 2002 года, в национальной структуре населения русские составляли 91 %.